# Ole Anton Sæther
Ole Anton Sæther, född den 9 december 1936 i Kristiansand, död den 8 januari 2013, var en norsk entomolog. Han var professor i zoologi vid Universitetsmuseet i Bergen från 1977 till pensionen 2006.
Sæther var specialiserad på tvåvingar, särskilt fjädermyggor och tofsmyggor.
Auktorsnamnet Saether kan användas för Ole Anton Sæther i samband med ett vetenskapligt namn inom zoologin; se Wikipedia-artiklar som länkar till auktorsnamnet.